# Saint-Pierre-du-Vauvray
Saint-Pierre-du-Vauvray ist eine französische Gemeinde mit 1.231 Einwohnern (Stand: 1. Januar 2022) im Département Eure in der Region Normandie. Sie gehört zum Arrondissement Les Andelys und zum Kanton Louviers. 

## Geografie
Saint-Pierre-du-Vauvray liegt am Ufer der Seine. Umgeben wird Saint-Pierre-du-Vauvray von den Nachbargemeinden Saint-Étienne-du-Vauvray im Norden, Porte-de-Seine im Nordosten, Andé im Osten, Vironvay im Süden, Louviers im Südwesten und Westen sowie Val-de-Reuil im Westen und Nordwesten. 
Durch die Gemeinde führt die Autoroute A13.

## Bevölkerungsentwicklung
| Jahr                       | 1962 | 1968 | 1975 | 1982 | 1990 | 1999 | 2006 | 2019 |
| Einwohner                  | 911  | 929  | 929  | 1201 | 1113 | 1346 | 1333 | 1240 |
| Quellen: Cassini und INSEE |      |      |      |      |      |      |      |      |

## Kultur und Sehenswürdigkeiten

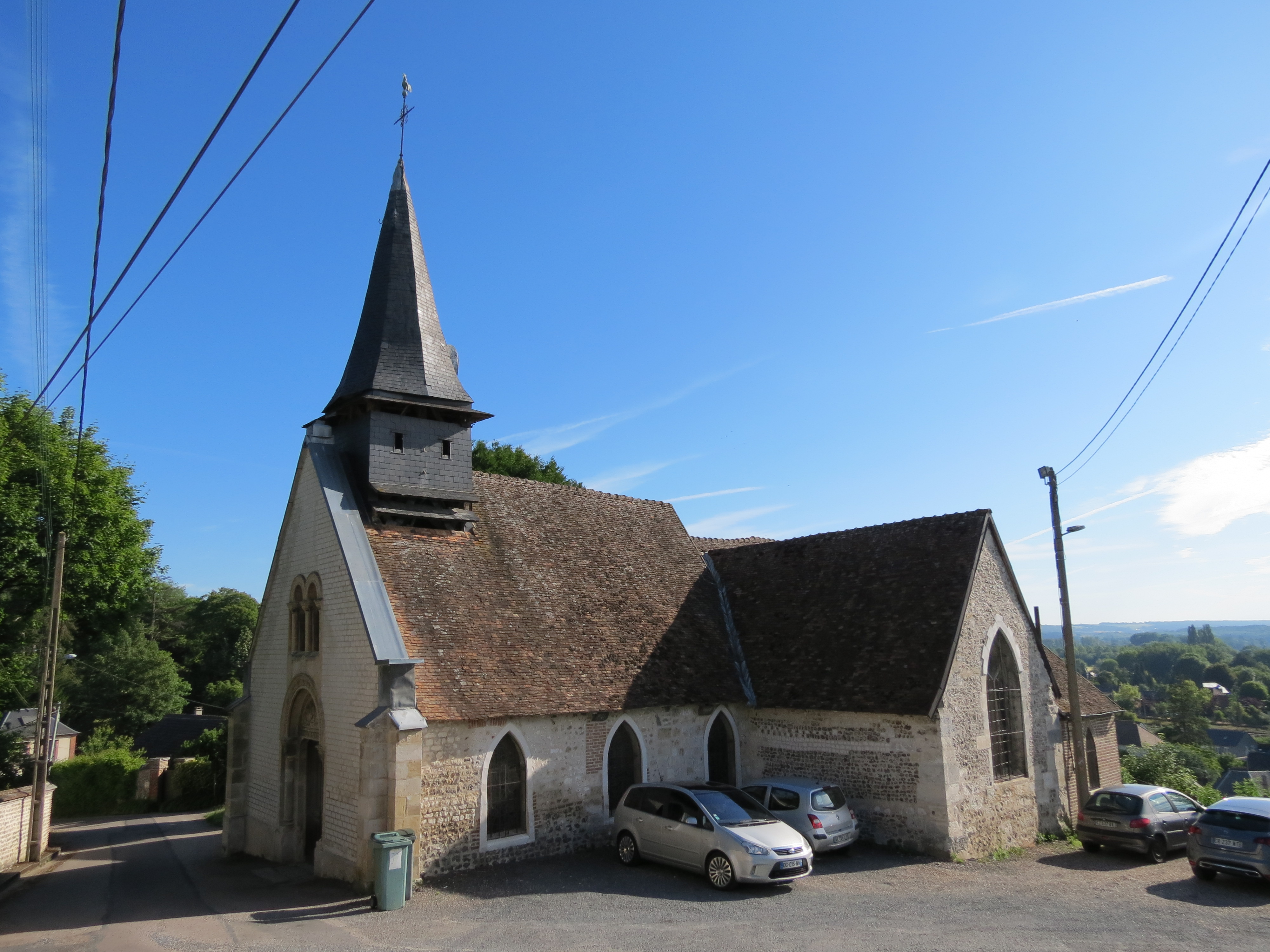
Kirche Saint-Pierre
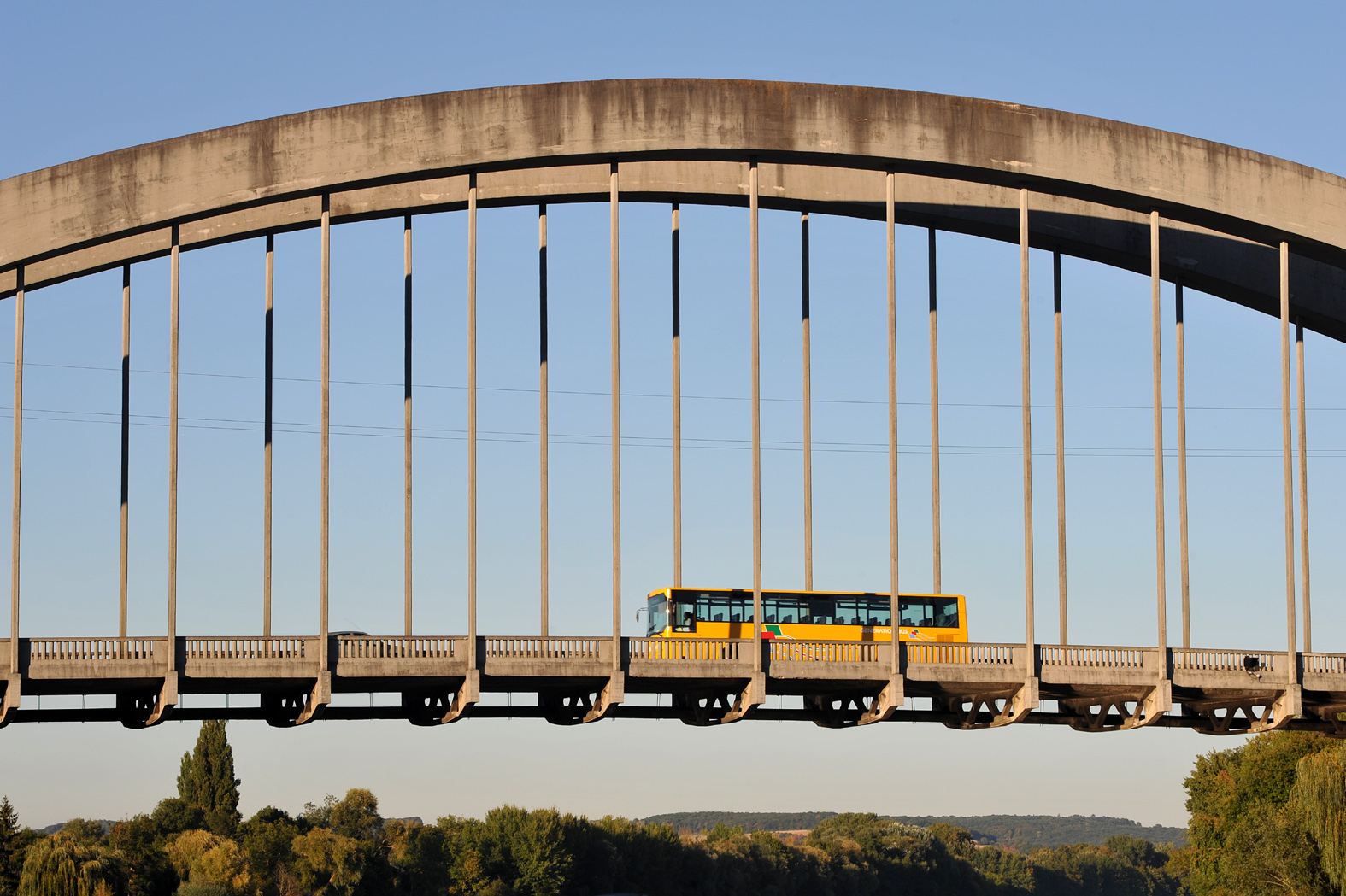
Brücke über die Seine
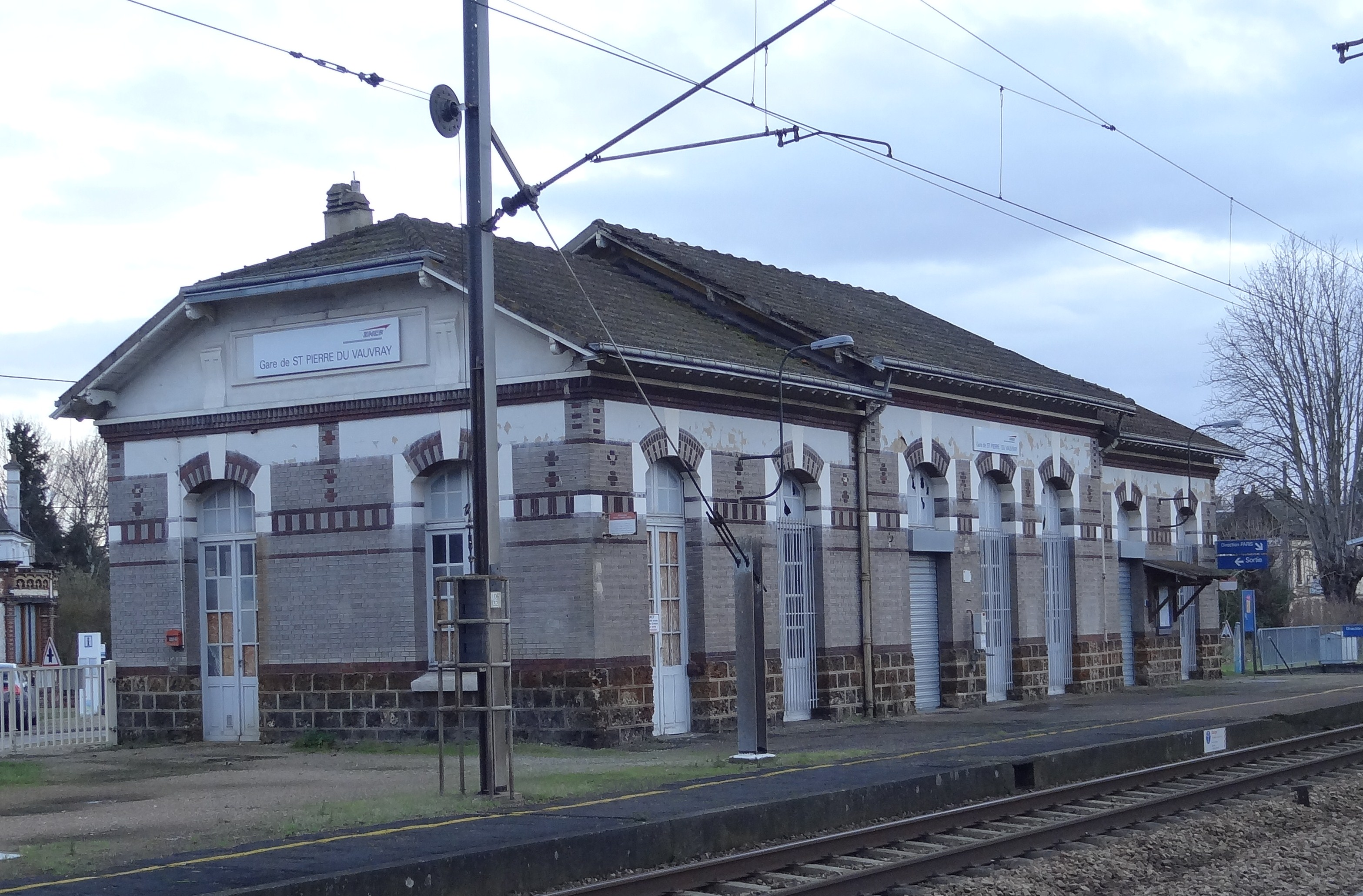
Schloss Saint-Pierre

- Kirche Saint-Pierre
- Brücke über die Seine
- Bahnhof

## Persönlichkeiten
- Léon Coutil (1856–1943), Archäologe